# Baterija Andreas na Križnome ratu
Baterija Andreas na Križnome ratu, utvrda u Hvaru, zaštićeno kulturno dobro

## Opis dobra
Utvrdu na Križnom ratu sagradila je napoleonska uprava 1811. za obranu luke. Austrijanci su joj promijenili ime prema tirolskom ustaniku Andreasu Hofferu. Jednokatna kula kružnog tlocrta s nekoliko manjih pomoćnih građevina smještena je na sjevernom rubu tvrđave. Prema moru postavljeni su topovski ležajevi zaštićeni bastionskim nasipom.

## Zaštita
Pod oznakom Z-6432 zavedena je kao nepokretno kulturno dobro - pojedinačno, pravna statusa zaštićena kulturnog dobra, klasificirano kao "profana graditeljska baština".